# 图帕纳廷加
图帕纳廷加是巴西伯南布哥州的一个市镇。总面积869.8平方公里，总人口20924人，人口密度24.1人/平方公里。